# بوتشيوم (ألبا)
بوتشيوم هي قرية تقع في إقليم ألبا في رومانيا.

## السكان
حسب إحصائيات 2002 بلغ عدد سكان القرية 1,792 نسمة.